# Februari 2006
Dit artikel geeft een chronologisch overzicht van alle belangrijke gebeurtenissen per dag in de maand februari van het jaar 2006.

## Gebeurtenissen

### 2 februari
- Het Deense ministerie van buitenlandse zaken adviseert zijn burgers Gaza te verlaten, na ongeregeldheden bij protesten tegen de plaatsing van cartoons van Mohammed in een Deense krant.
- Royal Dutch Shell maakt bekend in 2005 een recordwinst van 19,4 miljard euro te hebben gemaakt.

### 3 februari
- Boris Dittrich treedt af als fractievoorzitter van D66. Aanleiding is de onvrede in zijn partij over de houding in het debat over uitzending van Nederlandse troepen naar Uruzgan.
- De Salaam Boccaccio '98, een passagiersschip met 1401 opvarenden zinkt in de Rode Zee ter hoogte van de Egyptische badplaats Hurghada.

### 4 februari
- In de Syrische hoofdstad Damascus worden de Deense en Noorse ambassade in brand gestoken als protest tegen de cartoons van Mohammed.
- De door de bemanning van het ruimtestation ISS uitgezette minisatelliet SuitSat valt al na korte tijd uit.

### 5 februari
- In de Libanese hoofdstad Beiroet wordt de Deense ambassade in brand gestoken door demonstranten als protest tegen de cartoons van Mohammed.
- In Bergum (Friesland) rijdt een Mazda 323 met acht inzittenden tegen een boom. Van de drie gewonden zat er één in de kofferbak.
- Een spontane manifestatie ontstaat in Brussel van ongeveer vierduizend moslims vanwege de cartoons van Mohammed in de Deense krant Jyllands-Posten.
- In Zürich behalen de Franse handballers voor de eerste keer de Europese titel door in de finale Spanje met 31-23 te verslaan, onder meer door elf treffers van Nikola Karabatic.

### 6 februari
- De Nederlandse regering besluit tot teruggave van 202 schilderijen uit de collectie van Jacques Goudstikker aan diens erfgenamen.

### 7 februari
- Wetenschappers hebben honderden nieuwe dier- en plantensoorten ontdekt in de bergachtige regenwouden op Nieuw-Guinea in Indonesië.

### 9 februari
- Roland Arnalls benoeming als Amerikaans ambassadeur in Nederland wordt goedgekeurd door de senaat.

### 10 februari
- De Olympische Winterspelen van Turijn worden officieel geopend door de Italiaanse president Ciampi.
- In het Dal der Koningen in Egypte wordt Graf DK 63, een nieuwe graftombe uit het oude Egypte ontdekt, met daarin vijf onbekende mummies en twintig kommen, gevuld met voedsel.
- Het gebouw van de Pravda in Moskou brandt af. De archieven en de fotoverzameling gaan verloren.

### 11 februari
- Israëls premier Ariel Sharon heeft een spoedoperatie ondergaan. De artsen waren, na aanvankelijk pessimisme, tevreden over het resultaat.

### 12 februari
- Schaatsster Ireen Wüst wint Olympisch goud op de 3000 meter. Renate Groenewold wint het zilver.
- De Amerikaanse vicepresident Dick Cheney schiet tijdens een jachtpartij in Texas per ongeluk een man neer.

### 15 februari
- Het vogelpestvirus H5N1 wordt aangetroffen in dode zwanen op het Duitse eiland Rügen.
- De Volendamse popgroep BZN kondigt aan in juni 2007 te stoppen.

### 17 februari
- De NOS moet Charles Groenhuijsen bijna 5 ton betalen als vergoeding voor zijn ontslag.
- Op het Filipijnse eiland Leyte komen honderden en mogelijk duizenden mensen om het leven door een aardverschuiving. Het dorp Guinsaugon is volledig bedolven onder de modder.

### 18 februari
- De Italiaanse minister Roberto Calderoli van bestuurlijke vernieuwing, is vandaag afgetreden. De minister heeft een T-shirt met de spotprenten over de profeet Mohammed gedragen.

### 19 februari
- Olympische Winterspelen 2006: Marianne Timmer wint de 1000 meter schaatsen.
- Ook België beraadt zich op een vervroegde invoering van de ophokplicht voor pluimvee.
- Kate Ryan vertegenwoordigt België op het Eurovisiesongfestival 2006 in Athene met het liedje 'Je t'adore'.

### 20 februari
- De Brit David Irving wordt tot drie jaar gevangenisstraf veroordeeld door een Oostenrijkse jury wegens het ontkennen van de Holocaust.

### 21 februari
- De zwarte doos van de Egyptische veerboot die begin februari zonk in de Rode Zee is gevonden.
- De Fransman Ilan Halimi wordt, na een drie weken durende ontvoering, zwaargewond teruggevonden. Hij sterft bij het overbrengen naar het ziekenhuis.

### 22 februari
- in de Engelse stad Tonbridge in Kent heeft een groep gewapende criminelen bij een bankoverval verkleed als agenten tussen de 25 en 40 miljoen pond buitgemaakt.
- In de Iraakse stad Samarra blazen soennitische extremisten de gouden koepel van de sjiitische Gouden Moskee op.

### 24 februari
- Burgemeester Ken Livingstone van Londen wordt voor vier weken geschorst wegens een antisemitische uitlating.
- In de Filipijnen kondigt president Gloria Macapagal-Arroyo de noodtoestand af na het verijdelen van een vermeende couppoging door hooggeplaatste militairen.

### 25 februari
- Reddingswerkers verklaren dat er geen kans meer is dat de 65 mijnwerkers die vast zijn komen te zitten bij de Mijnramp Pasta de Conchos in het noorden van Mexico nog in leven zijn.

### 26 februari
- In de Afghaanse hoofdstad Kaboel zijn er 30 mensen gewond geraakt bij een gevangenisopstand. De BBC meldt dat er zeven mensen zijn omgekomen.
- De Olympische Winterspelen 2006 worden afgesloten door IOC-voorzitter Jacques Rogge. Over 4 jaar zijn de volgende winterspelen in het Canadese Vancouver.

### 27 februari
- De New York Times meldt dat in Bagram Collection Point, een Afghaanse gevangenis, hetzelfde beleid wordt gevoerd door de Amerikanen als in de Guantánamo Bay-gevangenis.

<< · januari · februari · maart · april · mei · juni · juli · augustus · september · oktober · november · december · >>